# Lizi Japaridze
Liza Japaridze  (en georgiano: ლიზა ჯაფარიძე)  es una joven cantante de Georgia nacida el 19 de septiembre  del año 2004.
En el año 2011  participó en la película musical Carrot Story, interpretando a un conejo.
En el año 2014 fue seleccionada para representar a Georgia en el Festival de la Canción de Eurovisión Junior 2014 con su canción "Happy Day".

## Discografía

### Singles
| Año  | Título      | Traducción al español |
| ---- | ----------- | --------------------- |
| 2012 | "Make-Up!"  | ¡Maquíllate!          |
| 2013 | "Cloud"     | Nube                  |
| 2014 | "Happy Day" | Día feliz             |